# Кропивщина
Кро́пивщина — село у Нововолинській міській громаді Володимирського району Волинської області України. Населення становить 293 осіб.
Перша згадка за село 1450 рік за О.Цинкаловським.

## Історія
У 1906 році село Грибовицької волості Володимир-Волинського повіту Волинської губернії. Відстань від повітового міста 17 верст, від волості 3. Дворів 42, мешканців 262.
Після ліквідації Іваничівського району 19 липня 2020 року село увійшло до Володимирського району.

## Населення
Згідно з переписом УРСР 1989 року чисельність наявного населення села становила 290 осіб, з яких 141 чоловік та 149 жінок.
За переписом населення України 2001 року в селі мешкала 291 особа.

### Мова
Розподіл населення за рідною мовою за даними перепису 2001 року:
| Мова       | Кількість | Відсоток |
| ---------- | --------- | -------- |
| українська | 287       | 97.95%   |
| російська  | 5         | 1.71%    |
| білоруська | 1         | 0.34%    |
| Усього     | 293       | 100%     |